# Globotruncanellinae
Globotruncanellinae es una subfamilia de foraminíferos planctónicos de la familia Globotruncanidae, de la superfamilia Globotruncanoidea, del suborden Globigerinina y del orden Globigerinida. Su rango cronoestratigráfico abarca desde el Albiense (Cretácico inferior) hasta el Maastrichtiense (Cretácico superior).

## Discusión
Clasificaciones posteriores han incluido Globotruncanellinae en la familia Globotruncanellidae y en la superfamilia Globigerinoidea.

## Clasificación
Globotruncanellinae incluye a los siguientes géneros:
- Dicarinella †, también considerado en subfamilia Globotruncaninae de la familia Globotruncanidae
- Concavatotruncana †, también considerado en subfamilia Helvetoglobotruncaninae de la familia Hedbergellidae
- Falsotruncana †, también considerado en subfamilia Rotundininae de la familia Hedbergellidae
- Globotruncanella †
- Helvetoglobotruncana †, también considerado en subfamilia Helvetoglobotruncaninae de la familia Hedbergellidae
- Praeglobotruncana †, también considerado en subfamilia Rotundininae de la familia Hedbergellidae

Otro género considerado en Globotruncanellinae es:
- Rotundina †, considerado un sinónimo posterior de Praeglobotruncana